# Teresin (gmina Białopole)
Teresin – kolonia w Polsce położona w województwie lubelskim, w powiecie chełmskim, w gminie Białopole.
W latach 1975–1998 miejscowość należała administracyjnie do województwa chełmskiego. 
Kolonia jest sołectwem w gminie Białopole. Według Narodowego Spisu Powszechnego z roku 2011 kolonia liczyła 220 mieszkańców i była szóstą co do liczby ludności miejscowością gminy.
Wierni Kościoła rzymskokatolickiego należą do parafii Matki Bożej Częstochowskiej w Białopolu.

## Historia
Teresin, gwarowo Tyresin, w gminie Białopole występuje w dokumentach z roku 1885. Według Słownika geograficznego Królestwa Polskiego z roku 1892 Teresin stanowił folwark w powiecie hrubieszowskim, gminie Białopole. W folwarku był  piec wapienny i cegielnia. W 1885 r. folwark Teresin, oddzielony od dóbr Białopole posiadał rozległość 1281 mórg w tym: gruntów ornych i ogrodów  589 mórg, łąk mórg 131, lasu mórg 543, nieużytków mórg 18, budynków murowanych 1, drewnianych 14.